# 伊沢みなみかわのクイズに出ない世界
『伊沢みなみかわのクイズに出ない世界』（いざわみなみかわのクイズにでないせかい）は、2025年4月1日（3月31日深夜）からテレビ朝日の『バラバラ大作戦』（月曜第3部）で放送されているクイズバラエティ番組。伊沢拓司とみなみかわの冠番組。

## 出演者
- 伊沢拓司[1]
- みなみかわ[1]
- 弘中綾香（テレビ朝日アナウンサー）[1]

## 放送リスト

### 2025年
| 回 | 放送日  | テーマ                                                            | 備考 |
| -- | ------- | ----------------------------------------------------------------- | ---- |
| 1  | 4月1日  | クイズに出ない「整形」の世界                                      |      |
| 2  | 4月8日  | クイズに出ない「整形」の世界                                      |      |
| 3  | 4月15日 | クイズに出ない「退職代行」の世界                                  |      |
| 4  | 4月22日 | クイズに出ない「退職代行」の世界                                  |      |
| 5  | 4月29日 | クイズに出ない「官能小説」の世界                                  |      |
| 6  | 5月6日  | クイズに出ない「官能小説」の世界                                  |      |
| 7  | 5月13日 | クイズに出ない「官能小説」の世界                                  |      |
| 7  | 5月13日 | クイズに出ない「官能小説」の世界 クイズに出ない「デコトラ」の世界 |      |
| 8  | 5月20日 | クイズに出ない「デコトラ」の世界                                  |      |
| 9  | 5月27日 | クイズに出ない「デコトラ」の世界                                  |      |
| 10 | 6月3日  | クイズに出ない「ストリップ劇場」の世界                            |      |
| 11 | 6月10日 | クイズに出ない「ストリップ劇場」の世界                            |      |
| 12 | 6月17日 | クイズに出ない「住職」の世界                                      |      |
| 13 | 6月24日 | クイズに出ない「住職」の世界                                      |      |
| 14 | 7月1日  | クイズに出ない「トップオタク」の世界                              |      |
| 15 | 7月8日  | クイズに出ない「トップオタク」の世界                              |      |
| 16 | 7月15日 | クイズに出ない「怪談」の世界                                      |      |
| 17 | 7月29日 | クイズに出ない「怪談」の世界                                      |      |
| 18 | 8月5日  | クイズに出ない「ライバー」の世界                                  |      |
| 19 | 8月12日 | クイズに出ない「ライバー」の世界                                  |      |

## ネット局と放送時間
| 放送対象地域 | 放送局                 | 系列           | 放送日時                     | ネット状況 | 備考  |
| ------------ | ---------------------- | -------------- | ---------------------------- | ---------- | ----- |
| 関東広域圏   | テレビ朝日（EX）       | テレビ朝日系列 | 火曜 2:36 - 2:55（月曜深夜） | 制作局     |       |
| 静岡県       | 静岡朝日テレビ（SATV） | テレビ朝日系列 | 土曜 1:55 - 2:15（金曜深夜） | 遅れネット | [ 2 ] |

## スタッフ
- 構成：あだち昌也
- カメラ：高橋裕也
- 照明：湯浅洋一
- 美術：吉村純子
- 美術進行：池田彩乃
- デザイン：佐藤朝美
- ヘアメイク：川口カツラ店
- 編集：森嶋亮、繪所円花
- MA：小田嶋広貴
- 音効：久坂惠紹（戯音工房）
- 編成：米川宝（#1-16） 、辻󠄀慈生（#1-16）、村山良太（#17-19）、松下凌士（#17-19）
- 宣伝：石田京子
- デスク：大山明日香
- 制作スタッフ：伊藤豪、長岡大河（#3-19）、小川咲希（#5-19）
- 制作進行：田川貴雅
- ディレクター：下村彩人、中瀬勝太、鈴木大介（#9-19）
- AP：小嶋悠介
- 演出：秦一貴
- プロデューサー：藤井裕久、ふじもと創
- ゼネラルプロデューサー：久保信広
- 技術協力：mabu、ヌーベルアージュ
- 制作協力：演陣
- 制作：テレビ朝日ビジネスソリューション本部コンテンツ編成局第2制作部
- 制作著作：テレビ朝日